# Universidade Pública de Navarra

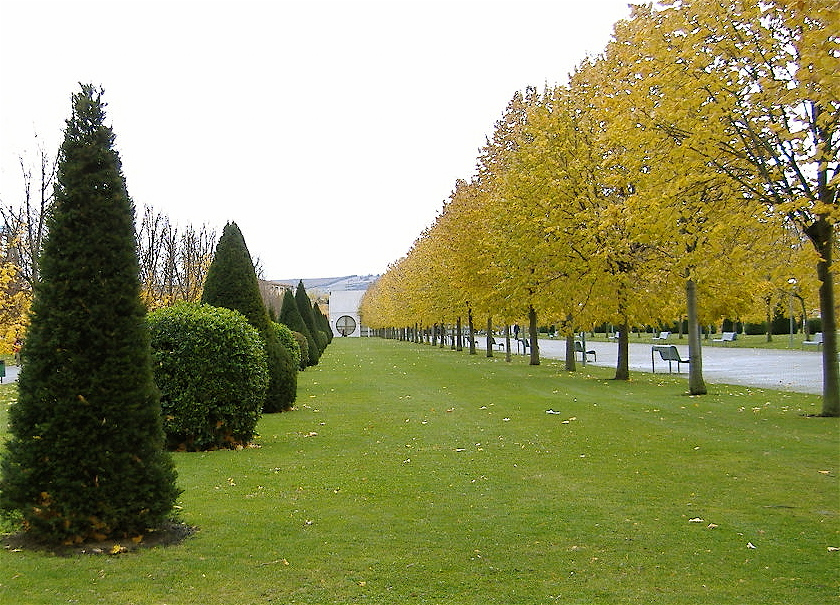
Vista do campus de Arrosadía, a sul de Pamplona

A Universidade Pública de Navarra (abreviatura: UPNA; em basco: Nafarroako Unibertsitate Publikoa, NUP) é a segunda maior universidade em número de alunos existente em Navarra, Espanha. No ano letivo 2008/2009 tinha 858 docentes e 7 276 alunos, distribuídos por três campi localizados em Pamplona e Tudela. No mesmo ano figurou no 29ª lugar no ranking das universidades públicas espanholas do jornal El Mundo.
A UPNA foi criada em 1987 pelo Parlamento de Navarra, por iniciativa do então governo socialista de Gabriel Urralburu, com o objetivo de ampliar a oferta de cursos superiores existentes e de reunir os estabelecimentos de ensino superior espalhadas em centros públicos que até aí atuavam com coordenação insuficiente.
Um dos campus de Pamplona situa-se na zona hospitalar da cidade, e alberga o Escola Universitária de Estudos de Saúde (Enfermagem). O maior campus, o Arrosadía, situado no sul de Pamplona, é onde funcionam a maior parte dos cursos. No campus de Tudela funcionam os cursos de Fisioterapia (no Hospital Reina Sofía de Tudela) e o de Engenharia Técnica Industrial Mecânica, com especialização em Desenho Industrial.
Juntamente com a Universidade de Navarra (UN, privada) e a Universidade Nacional de Educação à Distância (UNED), a UPNA é uma das três universidades com sede em Pamplona.

## Cursos e escolas
No ano letivo 2008-2009 a UPNA tinha em funcionamento 26 cursos e 30 programas de pós-graduação, ministrados em 2 faculdades (Ciências Económicas e Empresariais; Ciências Humanas e Sociais), 2 escolas superiores (Engenheiros Agrónomos; Engenheiros Industriais e de Telecomunicação) e uma escola universitária (Estudos Sanitários).